# Млодзеёвице (Малопольское воеводство)
Млодзеёвице (пол. Młodziejowice) — село в Польше в сельской гмине Михаловице Краковского повета Малопольского воеводства.

## География
Село располагается и в 10 км от административного центра воеводства города Краков. Около села протекает река Длубня.

## История
Первое упоминание о селе относится к 1355 году. С 1586 году село принадлежало шляхецкому роду Млодзеёвских герба Слеповрон. Во второй половине XVI века в селе была построена типография, которая была разрушена во время Шведского потопа. В XVI веке в селе проживали польские братья. В это же время в селе действовали пивоварня, мельница на реке Длубня. В XVIII веке в селе насчитывалось 29 домохозяйств с 126 жителями. С начала XIX века село принадлежало Францишек Гаврунский герба Равич, который основал сад около усадьбы.
В 1975—1998 годах деревня входила в состав Краковского воеводства.

## Население
По состоянию на 2013 год в селе проживало 439 человек.
| 2010 | 2013 |
| ---- | ---- |
| 357  | 439  |

| Перепись  | Всего   | Всего | Женщины | Женщины | Мужчины | Мужчины |
| --------- | ------- | ----- | ------- | ------- | ------- | ------- |
| Единицы   | человек | %     | человек | %       | человек | %       |
| Население | 439     | 100   | 201     |         | 238     |         |

## Достопримечательности
- Усадьба в Млодзеёвице. Памятник культуры Малопольского воеводства (№ А-492[4]).